# Јалмар Брантинг
Карл Јалмар Брантинг (Стокхолм, 23. новембар 1860 — Стохколм, 24. фебруар 1925) био је шведски политичар. Он је био вођа Шведске социјалдемократске партије (САП) од 1907. до своје смрти 1925. и три пута премијер Шведске. Када је Брантинг дошао на власт 1920. године, био је први социјалдемократски премијер Шведске. Када је преузео дужност за други мандат након општих избора 1921, постао је први демократски социјалистички шеф владе у западној Европи изабран на општим изборима. Као рани присталица модерне социјалдемократије и демократског социјализма, водио је САП кроз трансформацију од радикалног социјалистичког покрета до доминантне партије у Шведској; социјалдемократе су биле највећа странка у Шведској на свим изборима од 1914. и формирале су владу 44 узастопне године од 1932. до 1976. године.
Године 1921. Брантинг је поделио Нобелову награду за мир са норвешким генералним секретаром Интерпарламентарне уније Кристијаном Лангеом.

## Биографија
Рођен у породици професора Ларса Габријела Брантинга и племкиње и пијанисткиње Еме аф Георгии, Брантинг се школовао у Стокхолму и на Универзитету у Упсали. Развио је научну позадину у математичкој астрономији и био асистент при Стокхолмској опсерваторији, али је одустао од посвећености научном раду да би постао новинар 1884. године и почео да уређује новине Тиден и Social-Demokraten, који је био званично гласило Шведске социјалдемократске партије. Његова одлука да објави чланак радикалнијег социјалисте Аксела Данијелсона, чланак који су противници прогласили увредљивим за верску осетљивост, довела је до политичких осуда за богохуљење и затворске казне за обојицу. Брантинг је 1888. био у затвору три месеца.
Заједно са Аугустом Палмом, Брантинг је био један од главних организатора Шведске социјалдемократске партије 1889. Био је њен први народни посланик од 1896. године и током шест година једини посланик.
У раним годинама 20. века, Брантинг је предводио социјалдемократе у супротстављању рату да би приморао Норвешку да остане у персоналној унији са Шведском. Када је наступила криза 1905. године, сковао је слоган "Руке даље од Норвешке, краљу!" Социјалдемократе су организовале отпор позивању резервиста и припремале се за генерални штрајк против рата; историчари то сада признају као главни фактор мирне независности Норвешке. Године 1908. Брантинг је основао теоријски политички часопис под називом Тиден који је још увек у оптицају.
Брантинг је прихватио ревизију марксизма Едуарда Бернштајна и постао реформистички социјалиста, залажући се за мирну транзицију од капитализма ка социјализму. Он је веровао да ако радници добију право гласа путем општег права гласа, социјалистичко законодавство може бити донето преко Риксдага. Брантинг је подржао фебруарску револуцију у Русији 1917. Подржавао је умерене мењшевике против Лењинових екстремнијих бољшевика и бранио је владу Александра Керенског, кога је чак лично посетио у Петрограду. Када је у зиму те године избила Октобарска револуција, Брантинг је осудио бољшевичко преузимање власти. Године 1917. дошло је до раскола у Шведској социјалдемократској партији по овом питању, а омладинска лига и револуционарни делови партије су се одвојили и формирали Социјалдемократску левичарску партију Шведске, на чијем је челу у почетку био Зетх Хоглунд, која се убрзо реорганизовала у Шведску комунистичку партију. Хоглунд се касније вратио у Социјалдемократску партију након Брантингове смрти и написао Брантингову биографију у два тома.
Као премијер, Брантинг је довео Шведску у Лигу народа и био је лично активан као делегат у њој. Када је постављено питање да ли Оланд треба предати Шведској након независности Финске од Русије, он је препустио Лиги да одлучи о томе; острва су постала аутономна област Финске.
Добио је Нобелову награду за мир 1921. за свој рад у Лиги народа, поделивши награду са Норвежанином Кристијаном Лангеом.
Брантинг је умро у Стокхолму у 64. години 24. фебруара 1925. четири месеца након што је положио заклетву за трећи мандат као премијер, након победе САП-а на општим изборима 1924. године. На месту премијера га је наследио Рикард Сандлер; Пер Албин Хансон је постао председник странке, а касније је био премијер од 1932. до 1946. године.

## Споменици и спомен обележја
Брантинг је обележен спомеником Брантингу у Стокхолму.
Поред тога, у Гетеборгу постоји и трамвајска и аутобуска петља названа по Брантингу. Стокхолмски трг у Копенхагену преименован је у Хјалмар Брантингс Пладс 1925. године.